# Таємний притулок кохання
«Таємний притулок кохання» (англ. Love's secret domain) — український анімаційний фільм 1994 року студіями Укранімафільм та МаГіКа-Фільм, автор сценарію та режисер — Вадим Тюряєв.

## Сюжет
Про співіснування двох відносин людської свідомості та універсальної реальності. Ніхто не знає, що таке реальність. Свідомість може бути покірною та іншою. Інша пливе в потоці несправедливого світоустрою.

## Над фільмом працювали
- Автор сценарію і режисер: Вадим Тюряєв;
- Художник-постановник: Вадим Тюряєв;
- Музика: Володимир Бистряков;
- Кінооператори: Сергій Максимович, Олександр Костюченко;
- Звукооператор: Вадим Пашкевич;
- Анімація: Валерій Козаренко, Надія Семенець, Валерій Конопльов, Олександр Бубнов, Борис Бубнов, Олена Горбань, Людмила Вознюк, Олександр Гуньковський, Дмитро Лісенбарт, Адріан Сахалтуєв, Людмила Міщенко, Наталія Шевченко, Павло Приходько, Володимир Кропотов, Олександр Качевський, Надія Бабарика, Степан Турський;
- Художники: Володимир Кропотов, О. Дяченко, Д. Якименко, Ірина Тюряєва, Б. Буран, Олександра Ільменська, Євгенія Ільменська, Марина Пашковська, Є. Федосенко, Наталія Тарабарова, Наталія Лисенко, І. Халайм, Н. Хмелевська, Олена Толкач, Оксана Карпус, Юлія Борцова, Ольга Фоменко, Ганна Шиманська, Т. Лаврова, Н. Чумак, І. Крімповська, Надія Данилова;
- Асистенти: Алла Криворотенько, Адріан Сахалтуєв, Ірина Тюряєва, Надія Бабарика, Ірина Бендик;
- Монтажер: Лідія Мокроусова;
- Консультанти: Євген Сивокінь, Валерій Конопльов, Оксана Волошанюк;
- Продюсери: Геннадій Кофман, Віктор Гладкий, Сергій Мазуренко;
- Асистент продюсера: В. Дробот.